# Challenger DCNS de Cherbourg 1996
Il Challenger DCNS de Cherbourg 1996 è stato un torneo di tennis facente parte della categoria ATP Challenger Series nell'ambito dell'ATP Challenger Series 1996. Il torneo si è giocato a Cherbourg in Francia dal 19 al 25 febbraio 1996 su campi in cemento indoor.

## Vincitori

### Singolare
Magnus Gustafsson ha battuto in finale  Kenneth Carlsen con il punteggio di 6–7, 7–6, 6–4

### Doppio
Marius Barnard /  Bill Behrens hanno battuto in finale  João Cunha e Silva /  Mathias Huning con il punteggio di 6–2, 4–6, 6–3